# كيفن واتسون
كيفن واتسون (بالإنجليزية: Kevin Watson)‏ (3 يناير 1974 في المملكة المتحدة - ) هو مدرب كرة قدم ولاعب كرة قدم بريطاني في مركز الوسط. لعب مع توتنهام هوتسبير وستيفيناغ بوروه وسويندون تاون وكولتشستر يونايتد ونادي بارنت ونادي بريستول سيتي ونادي برينتفورد ونادي روذرهام يونايتد ونادي ريدنغ ونادي لوتون تاون.

## وصلات خارجية
- كيفن واتسون على موقع قاعدة بيانات كرة القدم.إي يو (الإنجليزية)
- كيفن واتسون على موقع Soccerbase.com (لاعب) (الإنجليزية)
- كيفن واتسون على موقع Soccerway.com (الإنجليزية)
- كيفن واتسون على موقع عالم كرة القدم.نت (الإنجليزية)